# Арайса, Рауль
Рауль Арайса Кадена (исп. Raul Araiza Cadena; 1 сентября 1935, Минатитлан, Веракрус, Мексика — 8 января 2013, Веракрус, Веракрус, Мексика) — мексиканский актёр, продюсер и режиссёр.

## Биография
Родился 1 сентября 1935 года в Минатитлане (по другим данным в Мехико). В мексиканском кинематографе дебютировал в 1967 году и с тех пор принял участие в 61 работах в кино и телесериалах в качестве актёра и режиссёра.

### Последние годы жизни
В последние годы жизни актёр боролся с раком поджелудочной железы, но увы…
Скончался 8 января 2013 года в Веракрусе (по другим данным в Мехико) от данного заболевания.

### Личная жизнь
Рауль Арайса женился на актрисе и певице Норме Эррера и та родила двоих сыновей — Армандо и Рауля. Брак просуществовал до его смерти.

## Фильмография

### Актёр

#### Теленовеллы
- Las grandes aguas (1989)
- Senda de gloria (1987)
- El milagro de vivir (1975)

#### Многосезонные ситкомы
- Женщина, случаи из реальной жизни (1985—2007)

### Режиссёр

#### Теленовеллы
- El Pantera (2008)
- Barrera de amor (2005—2006)
- Таковы эти женщины (2002—2003) + исполнительный продюсер.
- Tres mujeres (1999—2000)
- Senda de gloria (1987)
- La traición (1984—1985)
- El maleficio (1983—1984)
- Бьянка Видаль (1982-83)
- Ванесса (1982)
- Право на рождение (1981—1982)
- Cancionera (1980)

## Награды и премии

### Premios TVyNovelas
| Año  | Categoría                 | Telenovela      | Resultado |
| ---- | ------------------------- | --------------- | --------- |
| 1988 | Mejor dirección de escena | Senda de gloria | Ganadora  |
| 1985 | Mejor dirección de escena | La traición     | Ganadora  |

### Premios ACE
| Año  | Categoría      | Telenovela   | Resultado |
| ---- | -------------- | ------------ | --------- |
| 1985 | Mejor Director | El maleficio | Ganador   |